# Златје
Златје (слч. Zlaté) насељено је мјесто са административним статусом сеоске општине (слч. obec) у округу Бардјејов, у Прешовском крају, Словачка Република.

## Становништво
| Година:    | 1994. | 2004.   | 2014.  | 2024.   |
| ---------- | ----- | ------- | ------ | ------- |
| Број људи: | 724   | 750     | 756    | 771     |
| Разлика:   |       | +3,59 % | +0,8 % | +1,98 % |

| Година:    | 2023. | 2024.   |
| ---------- | ----- | ------- |
| Број људи: | 760   | 771     |
| Разлика:   |       | +1,44 % |

Према подацима о броју становника из 2024. године насеље је имало 771 становника.